# ضيدان بن حثلين
ضيدان بن حثلين (توفي في 1929)، هو شيخ العجمان وأحد قادة الإخوان شارك مع قوات الإخوان في حروب الملك عبد العزيز آل سعود في معارك توحيد السعودية ثم انضم بعدها إلى تمرد الإخوان ولكنه لم يشارك معركة السبلة عام 1929 وإن ظل يحمي ميسرة الإخوان من أي هجوم طارئ يشنه فهد ابن أمير الإحساء عبد الله بن جلوي والذي يملك قوة كبيرة شمال الإحساء. وبعد انتهاء المعركة بهزيمة الإخوان، أرسل الملك إلى ضيدان يشكره لعدم انضمامه إلى الدويش وابن حميد، وارسل معها كتاب امان كي يتسنى له التنقل أينما شاء.

## وصفه
متوسط القامة وقوي البنية مع ملامح قوية ومظهر شرير، مستقل للغاية في طبيعته. ويتحدث عن رأيه ولا يضيع وقتاً في الكلام.

## قتاله ضد الملك عبد العزيز

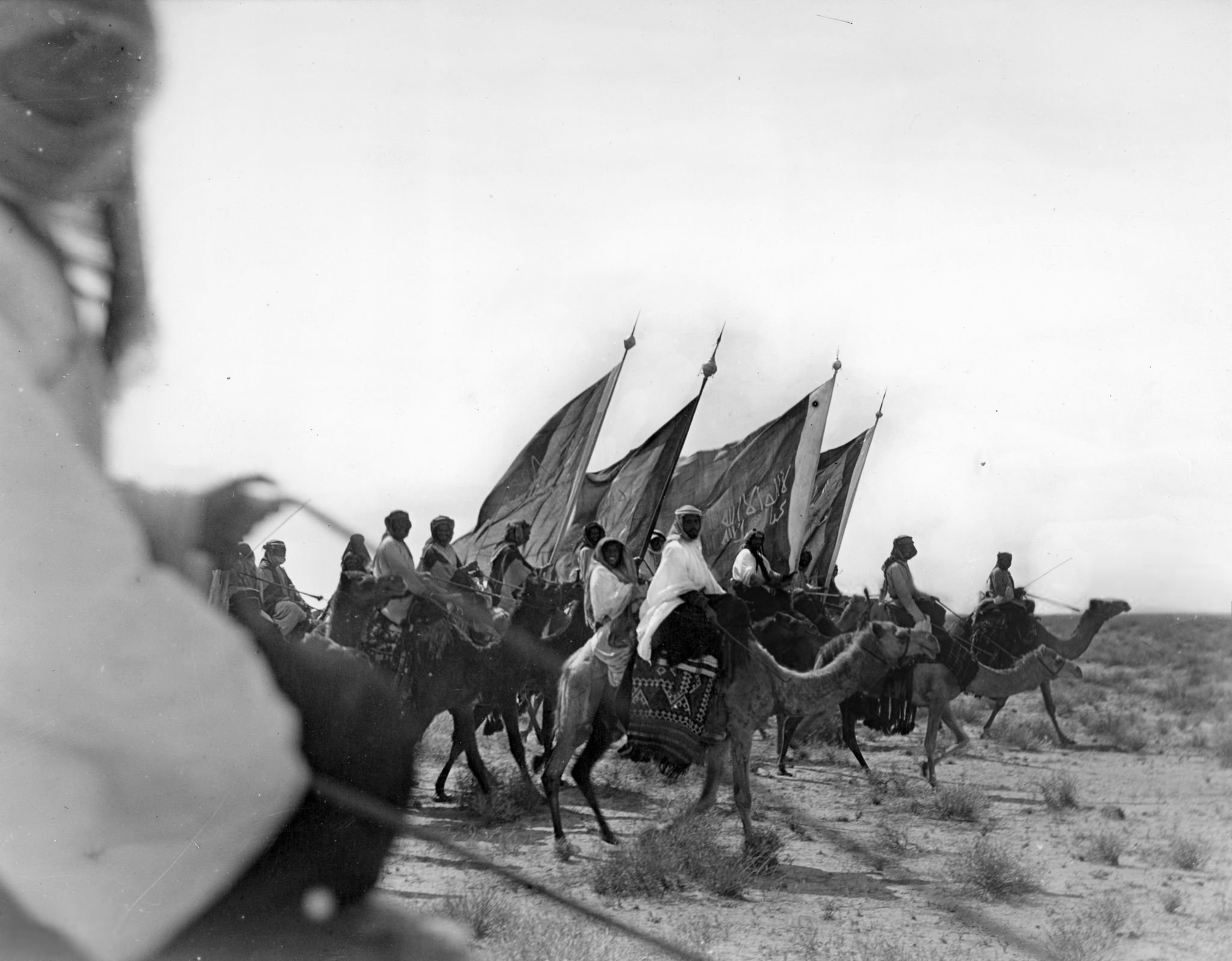
جيش الإخوان.

قاد ضيدان بن حثلين جموع قبيلة العجمان في معركة كنزان ضد الملك عبد العزيز آل سعود عام 1915. التي أنتصر فيها وقتل شقيقه الأمير سعد بن عبد عبدالرحمن آل سعود. قبل ابتداء المعركة ارسل الملك عبد العزيز آل سعود حارسة الخاص وهو هباس بن هرشان لأخذ الزكاة من قبيلة العجمان وعندما وصل هباس إلى ضيدان بن حثلين طلب أداء الزكاة للملك عبد العزيز فرفض ضيدان مطلب الملك عبد العزيز آل سعود فقال ضيدان هذي القصيدة من شعر الحداء وهو يهدد الملك عبد العزيز :</ref>

وقال ضيدان ايضًا هذي القصيدة في معركة كنزان:</ref>
ثم ذهب بعد ذلك إلى الكويت حتى عام 1919 قدم متصالحاً مع الملك عبد العزيز فعاد بقبيلته إلى الأحساء ملتحقين بحركة الاخوان، ليكون ضيدان بعد ذلك من أشهر قيادات الاخوان، وشارك مع قوات الاخوان في بعض حروب التوحيد مع الملك عبد العزيز آل سعود.

## غارة ضيدان على سيارات الأمريكيين
ذهب كرين إلى البصرة وأجرى ترتيبات للسفر إلى نجد بالسيارة عن طريق الكويت. وقد أستعان في ذلك بجون فانيس المبشر الأمريكي في البصرة، الذي بعث معه أحد مساعدية الشبان ليقوده إلى حدود الكويت. وأنطلق الرجلان في سيارتين ومعهما أدلاء من العرب وقليل من الخدم. ومن سوء حظهم أنهم واجهوا - وهم يعبرون الأراضي الكويتية - جماعة من الاخوان بقيادة ضيدان بن حثلين، فأطلقت عليهم النار، وهربت السيارتان بمن فيهما. لكن الشاب الأمريكي أصيب ومات بسبب ذلك.

## الغارات على بادية العراق
شن ضيدان بن حثلين شيخ العجمان الغارات على بادية العراق والكويت فضجت من اختلال الأمن على اراضيها.
وفي 21 يناير سنة 1929 قام العجمان تحت قيادة ضيدان بن حثلين مع مجموعة من مطير بممباغتة بنو مالك في الروضتين فقلتوا الرجال وسلبوا ممتلكاتهم وأغنامهم.

## مقتله
قام الأمير عبد الله بن جلوي باضرام النار على منطقة الاحساء وخاصة مساكن العجمان ونتج عن ذلك تمرد العجمان على الملك عبد العزيز فارسل الأمير عبد الله بن جلوي ابنه فهد لاخضاعهم مع أحد أبناء عم ضيدان بن حثلين وهو نايف أبا الكلاب، فخيم في العيينة وارسل فهد رسولا إلى ضيدان يطلب منه الحضور كي يناقش معه رسالة من ابن سعود، ولم ينس فهد يرفق إليه كتاب امان بخط يده. فعقد ضيدان مجلسا لقبيلته وعرض عليهم الرسالة فنصحوه بعدم الذهاب إلى العيينة لأن رائحة الغدر كما قالوا تفوح من الرسالة. لكن ضيدان ذهب إلى هناك ومعه اثنا عشر رجلا فاستقبله فهد بكل حفاوة، ولكنه عندما نهض ليغادر المكان ألقى القبض عليه ومن معه وكبلوا بالأصفاد. ولكن تمكن أحد مرافقيه من الفرار لينذر القبيلة، فتحركت قوة من العجمان قوامها ألف وخمسمائة رجل نحو معسكر فهد بقيادة حزام بن حثلين في ساعات النهار الأولى. وكان ذلك اليوم هو الأول من مايو 1929 الموافق 21 ذو القعدة 1347 هـ.
فلما شعر فهد بأنه سيخسر المعركة أمر عبده ابن منصور وهو جلاد زنجي بقطع رقبة ضيدان. وقتل هو على يد شاب من العجمان واسمه عبد الله بن عيد المخيال الذي امسك بعنان فرسه عندما حاول الهرب واطلق النار عليه فقتله. فاستلم قيادة العجمان بعد ضيدان ابن عمه نايف بن حثلين.

## أسرته
زوجات الشيخ ضيدان بن حثلين
- الشيخة / حبيبة بنت حشر الطوالة الشمري (أنجب منها: الشيخ راكان بن ضيدان بن حثلين أمير هجرة الصرار)
- الشيخة / وضحى بنت عبدالله الوران العجمي (أنجب منها: الشيخ مشعل بن ضيدان بن حثلين أمير فوج العجمان في حفر الباطن)[10]
- الشيخة / خزنة بنت الفغم المطيري (أنجب منها: الشيخ خالد بن ضيدان بن حثلين توفى صغيراً)